# Uíge
Uíge este un oraș în Angola. Este reședința provinciei omonime.